# Okręgowe rozgrywki w piłce nożnej woj. warmińsko-mazurskiego (2003/2004)

## I, II i III liga
Drużyny z województwa warmińsko-mazurskiego występujące w ligach centralnych i makroregionalnych:
- I liga - brak
- II liga - brak
- III liga - Drwęca Nowe Miasto Lubawskie, Polonia Olimpia Elbląg

## IV liga
| Poz. | Klub                       | M  | Pkt. | Bramki |
| ---- | -------------------------- | -- | ---- | ------ |
| 1.   | Warmia i Mazury Olsztyn    | 34 | 84   | 72-18  |
| 2    | Jeziorak Iława             | 34 | 73   | 90-23  |
| 3    | Mazur Ełk                  | 34 | 71   | 93-29  |
| 4    | Sokół Ostróda              | 34 | 66   | 63-34  |
| 5    | Huragan Morąg              | 34 | 59   | 65-38  |
| 6    | Mrągowia Mrągowo           | 34 | 56   | 55-42  |
| 7    | Start Działdowo            | 34 | 54   | 57-37  |
| 8    | Polonia Pasłęk             | 34 | 50   | 47-44  |
| 9    | Orlęta Reszel              | 34 | 47   | 59-58  |
| 10   | Motor Lubawa               | 34 | 45   | 54-58  |
| 11   | Granica Kętrzyn            | 34 | 43   | 63-60  |
| 12   | Ewingi Zalewo              | 34 | 37   | 49-57  |
| 13   | Tęcza Biskupiec            | 34 | 36   | 39-68  |
| 14   | MKS Korsze                 | 34 | 34   | 40-69  |
| 15   | Błękitni Orneta            | 34 | 30   | 37-80  |
| 16   | Warmia Olsztyn             | 34 | 26   | 38-77  |
| 17   | Polonia Lidzbark Warmiński | 34 | 20   | 18-86  |
| 18   | Płomień Znicz Biała Piska  | 34 | 19   | 26-87  |

## Klasa okręgowa

### grupa I
- awans: Victoria Bartoszyce, Rominta Gołdap
- spadek: Pogoń Ryn
- LZS Lubomino-Wilczkowo w następnym sezonie zgłosił się do klasy A

### grupa II
- awans: Zamek Kurzętnik, Warmiak Łukta
- spadek: Drwęca Samborowo

## Baraż o klasę okręgową
- Mazur Pisz - GKS LZS Iława

## Klasa A
- grupa I:
  - awans: Czarni Olecko
  - spadek: Unia Woźnice
- grupa II:
  - awans: Zalew Batorowo
  - spadek: brak
- grupa III:
  - awans: GKS Stawiguda
  - spadek: Omulew Wielbark, Strażak Olszyny
- grupa IV:
  - awans: Dziadek Ossa Biskupiec Pomorski
  - spadek: ITR Iława 2000, Vel Dąbrówno

## Klasa B
- grupa I - awans: Pogoń Banie Mazurskie, Pojezierze Prostki, Victoria Baranowo
- grupa II - awans: Agat Jegłownik
- grupa III -awans: Tessa Tuszewo
- grupa IV - awans: Kormoran Ruszkowo
- grupa V - awans: GSZS Stol-Bud Rybno
- grupa VI - awans: Żabianka Huragan II Żabi Róg
- grupa VII -awans: Orzeł Czerwonka

## Wycofania z rozgrywek
Antares Zajezierze, Gmina Braniewo, Mazur II Ełk, Druglin Różyńsk, Pisa II Barczewo, Victoria Próchnik, LZS Pomorska Wieś, KS Grunwald, Szeląg Stare Jabłonki, LZS Włodowo, Zjednoczeni Lipinki, ITR Iława 2000, Drwęca II Samborowo, Omulew Wielbark

## Nowe zespoły
Mazur II Ełk, Olimpia II Olsztynek, LZS II Lubomino-Wilczkowo, LZS Jesionowo, Pisa II Barczewo, Osa Ząbrowo, Perkoz Łężany, Błyskawica Kałduny, Kormoran Lutry, Petrimex Korsze, Błękitni Montowo, Lider Linowiec, Number One Braniewo, Victoria Próchnik, Zjednoczeni Lipinki